# Lydia Dunn, Baroness Dunn

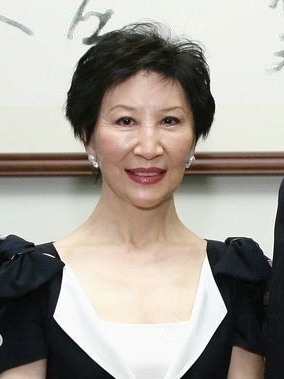
Lydia Dunn, Baroness Dunn, 2008

Lydia Selina Dunn, Baroness Dunn, DBE, JP (chinesisch 鄧蓮如 / 邓莲如, Pinyin Dèng Liánrú, Jyutping dang6 lin4 jyu4; * 29. Februar 1940 in Hongkong) ist eine britische Politikerin, Wirtschaftsmanagerin und Life Peeress.

## Leben und Karriere
Dunn wurde 1940 in Hongkong als Tochter von Yen Chuen Yih Dunn und Bessie Dunn geboren. Sie besuchte die St. Paul’s Convent School in Hongkong und das College of the Holy Names sowie die University of California.
Sie trat 1964 in die Swire Group ein und war von 1978 bis 2003 Direktorin von John Swire & Sons (Hong Kong) Ltd und seit 1981 Direktorin der Swire Pacific Ltd. Seit 1996 ist sie Direktorin von John Swire & Sons Ltd.
Von 1985 bis 1997 war sie Direktorin der Cathay Pacific Airways Ltd, von 1997 bis 2002 Beraterin des Vorstandes. 1990 wurde sie Non-Executive Director und übte dieses Amt bis 2008 aus. 1992 wurde Dunn stellvertretende Vorsitzende (Deputy Chairman) der HSBC-Gruppe. Sie blieb dieses bis 2008. Dunn war auch Non-Executive Director der The Hongkong and Shanghai Banking Corporation Limited von 1981 bis 1996. Von 1996 bis 1998 war sie Direktorin von Christie’s International plc., von 1998 bis 2000 dann für Christie’s Fine Art Ltd.
Von 1997 bis 2002 war sie Direktorin von Marconi plc (vorher GEC plc). Bei der Hongkong and Shanghai Banking Corporation war sie von 1992 bis 1996 stellvertretende Vorsitzende, nachdem sie dort zuvor von 1981 bis 1996 Direktorin gewesen war.
Dem Beirat des Cunfucius Institute for Business London gehört sie seit 2006 an. Seit 2009 ist sie Mitglied des Christies Greater China Advisory Board.
Von 1983 bis 1991 war sie Vorsitzende des Hong Kong Trade Development Council. Beim Hong Kong/Japan Business Co-operation Committee war sie von 1983 bis 1988 Mitglied, danach von 1988 bis 1995 Vorsitzende. Dunn war von 1993 bis 1995 Vorsitzende des Lord Wilson Heritage Trust. Von 1991 bis 1993 war sie Direktorin von Volvo AB, zuvor war sie bereits Mitglied des Beirates von 1985 bis 1991. Dunn war auch Mitglied des Hong Kong/US Economic Co-operation Committee von 1984 bis 1993. Seit 1993 ist sie Präsidentin des Hong Kong LEP Trust.
Dunn ist mit Michael David Thomas verheiratet, der von 1983 bis 1988 Attorney General von Hongkong war.

## Politische Karriere in Hongkong
1976 wurde sie Mitglied des Legislativrates von Hongkong. Dort blieb sie bis 1985.
Dunn war von 1982 bis 1988 Mitglied des Exekutivrates. Sie war Senior Unofficial Member des Legislativrats von Hongkong und des Exekutivrates von 1985 bis 1988 und 1988 bis 1995 in der Nachfolge von Rogerio Hyndman Lobo und Chung Sze Yuen.
Als eine der ranghöchsten Politikerinnen hatte Dunn erheblichen Einfluss in der Regierung von Hongkong vor ihrem Eintritt in den Ruhestand 1992, nachdem Chris Patten Gouverneur wurde.

## Mitgliedschaft im House of Lords
Sie wurde am 24. August 1990 zum Life Peer als Baroness Dunn, of Hong Kong Island in Hong Kong and of Knightsbridge in the Royal Borough of Kensington and Chelsea, ernannt. Im House of Lords saß sie als Crossbencher. Ihre Antrittsrede hielt sie am 13. November 1990. Zuletzt war sie am 14. März 2007 bei einer Abstimmung anwesend. Am 27. Juni 2007 meldete sie sich zuletzt zu Wort.
Sie beendete am 30. Juni 2010 ihre Mitgliedschaft im House of Lords, um sich der Besteuerung ihres Vermögens innerhalb Großbritanniens zu entziehen.

## Ehrungen
1976 wurde Dunn Friedensrichterin. 1978 erhielt sie den Order of the British Empire. 1987 wurde sie mit dem Prime Minister of Japan’s Trade Award ausgezeichnet. Sie erhielt 1988 den US Secretary of Commerce's Peace and Commerce Award. 1983 wurde sie Commander des Order of the British Empire (CBE), 1989 Dame Commander.
Dunn ist Trägerin mehrerer Ehrendoktorwürden. 1984 erhielt sie den Ehrendoktortitel der Rechtswissenschaften der Chinese University of Hong Kong. Mit dem gleichen Titel wurde sie 1991 „in Anerkennung ihres Einsatzes für die Gesellschaft und den Handel“ von der University of Hong Kong, im selben Jahr auch von der University of British Columbia und 1994 von der University of Leeds geehrt. Die University of Buckingham ehrte sie 1995 mit einem Ehrendoktortitel als Doctor of Science. Dunn ist Honorary Fellow der London Business School.

## Titel und Anreden
- Miss Lydia Dunn (1940–1976)
- Lydia Dunn, JP (1976–1978)
- Lydia Dunn, OBE, JP (1978–1983)
- Lydia Dunn, CBE, JP (1983–1989)
- Dame Lydia Dunn, DBE, JP (1989–1990)
- The Right Honorable Baroness Dunn, DBE, JP (1990–)

## Veröffentlichungen
- In the Kingdom of the Blind: Report on Protectionism and the Asian-Pacific Region, Trade Policy Research Centre, 1983, ISBN 978-0-900842-70-2